# Булгаково (Рязанская область)
Булгаково — деревня в России, расположена в Касимовском районе Рязанской области. Является административным центром Булгаковского сельского поселения.

## Географическое положение
Деревня Булгаково расположена примерно в 10 км к северо-западу от центра города Касимова. Ближайшие населённые пункты — деревня Вырково к северу, деревня Коростино к востоку,  деревня Земское к югу и поселок Сынтул к западу.

## История
Деревня впервые упоминается в XVIII веке. Первоначально называлась Новая. В 1905 году деревня относилась к Сынтульской волости Касимовского уезда и имела 166 дворов при численности населения 997 чел .
С 1929 г. деревня была административным центром Булгаковского сельского совета. В начале 80-х годов XX века Булгаково стало административным центром Коростинского сельского совета (в 1998 г. переименован в Булгаковский сельский округ) ).

## Население
| 1859 | 1897 | 1906 | 2010 |
| ---- | ---- | ---- | ---- |
| 720  | ↘667 | ↗997 | ↘33  |

## Транспорт и связь
Через деревню проходит асфальтированная дорога Касимов - Озёрный с автобусным сообщением. 
Деревню Булгаково обслуживает сельское отделение почтовой связи Алёшино (индекс 391336).
В деревне установлен стационарный таксофон, имеется проводная телефонная связь в администрации сельского поселения. Деревня входит в зону покрытия сотовых операторов Билайн, МТС, МегаФон и Tele2.

## Известные люди
Деревня Булгаково является родиной Героя Советского Союза Д.Т. Воеводина.